# Homer and Ned's Hail Mary Pass
Homer and Ned's Hail Mary Pass, llamado El pase desespiadoso de Homer y Ned en España y La Jugada Desesperada de Homero y Ned en Hispanoamérica, es el octavo episodio de la decimosexta temporada de la serie animada Los Simpson, emitido originalmente el 6 de febrero de 2005. El episodio fue escrito por Tim Long y dirigido por Steve Dean Moore. En este episodio, Homero se convierte en coreógrafo de bailes de celebración para deportistas, mientras que Ned se convierte en realizador de películas bíblicas.

## Sinopsis
Los Simpson van al Parque de Springfield y lo encuentran en muy mal estado. A Marge se le ocurre organizar una fiesta benéfica para recaudar fondos, pero curiosamente ya han montado una. Bart gana el primer premio en un juego de habilidad. Homer al ser vacilado por su hijo concursa y gana también, arrebatándole el premio. Para celebrarlo ejecuta una de sus famosos bailes mientras Ned Flanders le graba sin que él lo sepa. El tipo de la tienda de cómics (que revela su nombre como Jeff Albertson) le pide la cinta para colocarla en su página web. Pronto, todo el mundo ve la vergonzosa escena de Homer bailando.
Sin embargo, recibe peticiones de clases de baile por parte de jugadores profesionales. Mientras tanto, Ned usa su cámara para hacer una película sobre Caín (Rod) y Abel (Todd). A todo el mundo le gusta excepto a Marge, que la encuentra sangrienta. El Señor Burns decide financiar la próxima película de Ned sobre el Antiguo Testamento. Las escenas sangrientas exaltan a Marge, quien se dirige a Burns indicándole su enfado. Cuando los presentes en la sala comienzan a decir energías alternativas a la nuclear, Burns se siente derrotado y asegura que la película no volverá a proyectarse.
Homer comienza a recibir críticas, hasta en la televisión se quejan de que los jugadores cuando marcan un tanto, se exhiben demasiado, para ocupar la sección de deportes de los noticieros. A pesar de ello llegan a casa dos tipos de parte del comité nacional de fútbol americano. Homer asiste a una reunión y le dan vía libre para que haga la coreografía del entretiempo del Super Bowl (o Súper Tazón). No logra cuajar una idea convincente y consulta a Flanders. Éste le dice que tenía pensado rodar una escena sobre Noé. Llega el día del partido, realizan la escena, y el público les abuchea, pensando que tratan de-secularizar el país.
Luego Kent Brockman transmite sobre el canal 6 sobre lo que pasó en el espectáculo del medio tiempo del Super Bowl, en donde una mujer dice que pueden empujar la religión gracias a ese tipo de espectáculos como el que hicieron Homero y Ned, y después el niño le pregunta a su madre por qué no fue bautizado, para el enojo y frustración de ésta.
Mientras tanto, Homer creyó que el país tenía hambre de sentido, debió mandar un cocodrilo al espacio como él mismo lo había planeado, y Marge le dice que lo hizo muy bien y cenan Omelettes (tortillas francesas) celebrando.